# Ioan Bohâncanu
Ioan Bohâncanu is de burgemeester van de gemeente Beba Veche, Timiș, Roemenië. Ioan Bohâncanu werd gekozen op 6 juni 2004, met een meerderheid van de stemmen. Hij kreeg 424 van ongeveer 846 stemmen. Ioan Bohâncanu is lid van de Nationaal-Liberale Partij.